# Gari fucata
Gari fucata är en musselart som först beskrevs av Hinds 1845.  Gari fucata ingår i släktet Gari och familjen Psammobiidae. Inga underarter finns listade i Catalogue of Life.